# Lithocarpus carolinae
Lithocarpus carolinae (Skan ex Dunn) Rehder – gatunek roślin z rodziny bukowatych (Fagaceae Dumort.). Występuje naturalnie w południowych Chinach – w południowej części prowincji Junnan. 

## Morfologia
PokrójZimozielone drzewo dorastające do 20 m wysokości.
LiścieBlaszka liściowa ma kształt od podłużnego do podłużnie owalnego. Mierzy 13–18 cm długości oraz 4–8 cm szerokości, jest piłkowana przy wierzchołku, ma klinową nasadę i ogoniasty wierzchołek. Ogonek liściowy jest owłosiony i ma 15–20 mm długości.
OwoceOrzechy o kulistym kształcie, dorastają do 25–30 mm średnicy. Osadzone są pojedynczo w talerzowatych miseczkach, które mierzą 10–15 mm długości i 30–40 mm średnicy. Orzechy otulone są miseczkami do połowy ich długości.

## Biologia i ekologia
Rośnie w lasach mieszanych. Występuje na wysokości od 1500 do 2000 m n.p.m. Owoce dojrzewają od września do października.